# Mr. A
Mr. A est un personnage de comic book créé par Steve Ditko, qui a écrit et illustré la totalité des aventures du héros. Mr. A apparaît pour la première fois dans Witzend #3 en 1967.
Le personnage est inspiré par la philosophie objectiviste d'Ayn Rand, qui prône un absolutisme moral. Ditko a dit que son autre création The Question, était censé être une version de Mr. A  plus acceptable pour la Comics Code Authority.

## Biographie du personnage
Rex Graine est un reporter pour le journal Daily Crusader. Il est connu pour ses principes inébranlables et son incorruptibilité. Pour combattre le crime, Graine porte des gants en métal et un masque en acier qui ressemble à un visage placide, devenant ainsi Mr. A. Fidèles au thème du roman noir, Mr. A et son alter ego portent des costumes et des fédoras ; la tenue de Mr. A est entièrement blanche, représentant sa pureté morale. Il n'y a pas de récit des origines du personnage, donc la seule raison pour laquelle Graine se déguise (ses deux identités étant menacées par des criminels et le grand public) est due à sa volonté de devenir un vigilante. Mr. A utilise des cartes de visite à moitié blanches et à moitié noires pour annoncer son arrivée, ainsi que pour montrer sa conviction qu'il ne peut y avoir que le bien ou le mal, mais aucune zone grise morale.

## Influence du personnage
Alan Moore, co-créateur de la série de comic books Watchmen, a basé le protagoniste et anti-héros Rorschach sur Mr. A et The Question. Ditko a reconnu par la suite que Roschach était « comme Mr. A, mais...complètement malade ».
Rorschach (2020) de Tom King, la suite de la mini-série  Watchmen ainsi que la série télévisée du même nom de Damon Lindelof a pour personnage principal Wil Myerson, un auteur de comics qui, après avoir travaillé dans des grandes maisons d'édition décide de se retirer de l'industrie des comics grand public pour se concentrer sur son travail solo, un héros nommé « The Citizen ». L'histoire de la vie de Myerson ainsi que sa création The Citizen est très proche de celle de Ditko, qui s'est retiré peu à peu de la vie publique pour pouvoir se concentrer sur ses propres comics, notamment ceux de Mr. A.
Dans la mini-série Twilight Guardian (2011) de Troy Hickman (en), le père du personnage principal est un hommage à Steve Ditko, et sa création « The Gulch » (qui apparaît dans Twilight Guardian #4) est à la fois une parodie et un hommage à Mr. A.